# Kochs pitta
De Kochs pitta (Erythropitta kochi; ook wel Pitta kochi ) is een vogelsoort uit de familie van pitta's (Pittidae). Deze vogel is genoemd naar de Duitse zoöloog Gottlieb von Koch (1849-1914).

## Kenmerken
De vogel is 21 cm lang en lijkt op de roodbuikpitta, maar is 4 cm groter. De kruin is van voren bruin en naar de nek toe geleidelijk roestkleurig oranje. Rond het oog is de kop zwart, met daaronder een lichte baardstreep en daaronder weer donkerder. Verder is hij opvallend gekleurd met blauw en scharlakenrood op de borst en onderbuik. Verder een blauwe stuit en een blauwe vlek op de vleugel. Onvolwassen dieren zijn weinig opvallend bruin gespikkeld.

## Leefwijze
Net als de meeste pitta’s leeft de Kochs pitta in dichte bossen in tropische gebieden. Hoewel de dieren kunnen vliegen, geven ze er doorgaans de voorkeur aan om op de grond te blijven. Hun voedsel vinden ze op bosbodem en bestaat voornamelijk uit kleine ongewervelde dieren.

## Verspreiding en leefgebied
De Kochs pitta is endemisch op Luzon (Filipijnen). De pitta komt daar alleen voor  in de berggebieden van de Cordillera Central en de Sierra Madre. Daar komt de vogel voor in bossen op steile hellingen tussen de 360 en 2200 m boven de zeespiegel. 

## Status
De grootte van de populatie is niet gekwantificeerd maar de soort wordt omschreven als schaars en plaatselijk. Deze soort leidt een verborgen bestaan en wordt daarom weinig waargenomen maar aangenomen wordt dat er toch een redelijk grote populatie is. Op de Rode lijst van de IUCN heeft deze soort de status niet bedreigd.